# جيل إليس
جيل إليس (بالإنجليزية: Jill Ellis)‏ (6 سبتمبر 1966 في المملكة المتحدة - ) هي مدربة كرة قدم ولاعبة كرة قدم أمريكية في مركز الهجوم. شاركت مع منتخب الولايات المتحدة لكرة القدم للسيدات.

## وصلات خارجية
- جيل إليس على موقع الاتحاد الدولي (مؤرشف)  (الإنجليزية)
- جيل إليس على موقع قاعدة بيانات كرة القدم.إي يو (الإنجليزية)
- جيل إليس على موقع Soccerway.com (الإنجليزية)
- جيل إليس على موقع عالم كرة القدم.نت (الإنجليزية)
- جيل إليس على موقع أوليمبيديا (الإنجليزية)